# Slovenië op de Olympische Zomerspelen 2012
Slovenië nam deel aan de Olympische Zomerspelen 2012 in Londen, Verenigd Koninkrijk.

## Medailleoverzicht
| Sport       | Olympiër            | Onderdeel              | Medaille |
| ----------- | ------------------- | ---------------------- | -------- |
| Judo        | Urška Žolnir        | -63kg (v)              | Goud     |
| Atletiek    | Primož Kozmus       | kogelslingeren (m)     | Zilver   |
| Roeien      | Iztok Čop Luka Špik | dubbel-twee (m)        | Brons    |
| Schietsport | Rajmond Debevec     | 50m geweer liggend (m) | Brons    |

## Deelnemers en resultaten
(m) = mannen, (v) = vrouwen

### Atletiek
| Olympiër       | Onderdeel                | Resultaat | Prestatie                                                    |
| -------------- | ------------------------ | --------- | ------------------------------------------------------------ |
| Brent Larue    | 400m horden (m)          | 13e       | serie 3: 4de in 49,38 halve finale 3: 3de in 49,45           |
| Primož Kobe    | marathon (m)             | 46e       | 2:19.28                                                      |
| Rožle Prezelj  | hoogspringen (m)         | 25e       | kwalificatie groep B: 13de met 2,21m                         |
| Matija Kranjc  | speerwerpen (m)          | 40e       | kwalificatie groep B: 18de met 72,63m                        |
| Primož Kozmus  | kogelslingeren (m)       | Zilver    | kwalificatie groep A: 2de met 78,12m finale: 2de met 79,36m  |
|                |                          |           |                                                              |
| Sonja Roman    | 1500m (v)                | 36e       | serie 2: 9de in 4.19,17                                      |
| Marina Tomić   | 100m horden (v)          | 22e       | serie 1: 5de in 13,10                                        |
| Žana Jereb     | marathon (v)             | 88e       | 2:42.50                                                      |
| Marija Šestak  | hink-stap-springen (v)   | 11e       | kwalificatie groep A: 6de met 14,16m finale: 11de met 13,98m |
| Tina Šutej     | polsstokhoogspringen (v) | 19e       | kwalificatie groep A: 13de met 4,25m                         |
| Martina Ratej  | speerwerpen (v)          | 7e        | kwalificatie groep A: 4de met 63,60m finale: 7de met 61,62m  |
| Barbara Špiler | kogelslingeren (v)       | 29e       | kwalificatie groep B: 11de met 67,21m                        |

### Badminton
| Olympiër   | Onderdeel     | Resultaat | Prestatie                                                                               |
| ---------- | ------------- | --------- | --------------------------------------------------------------------------------------- |
| Maja Tvrdy | enkelspel (v) | 33e       | groep H: 3de V van GBR Egelstaff: 0-2 (15-21, 10-21) V van JPN Sato: 0-2 (20-22, 18-21) |

### Boogschieten
| Olympiër        | Onderdeel       | Resultaat | Prestatie                                                            |
| --------------- | --------------- | --------- | -------------------------------------------------------------------- |
| Klemen Štrajhar | individueel (m) | 33e       | plaatsingsronde: 58ste met 639 punten 1ste ronde: V van CHN Dai: 0-6 |

### Gymnastiek
| Olympiër   | Onderdeel                | Resultaat | Prestatie |
| ---------- | ------------------------ | --------- | --- |
| Saša Golob | individuele meerkamp (v) | 60e       | kwalificatie: 60ste balk: 32ste met 13,033 punten brug: 53ste met 12,066 punten sprong: 60ste met 0,000 punten vloer: 27ste met 13,500 punten totaal: 38,599 punten |

### Judo
| Olympiër         | Onderdeel  | Resultaat | Prestatie |
| ---------------- | ---------- | --------- | --- |
| Rok Drakšič      | -66kg (m)  | 9e        | 1ste ronde: vrij 2de ronde: W van VEN Valderrama: yuko 3de ronde: V van HUN Ungvári: yuko                                                                                                  |
| Aljaž Sedej      | -81kg (m)  | 17e       | 1ste ronde: vrij 2de ronde: V van USA Stevens: ippon |
| Matjaž Ceraj     | +100kg (m) | 9e        | 1ste ronde: W van UKR Bondarenko: yuko 2de ronde: V van KOR Kim: yuko |
|                  |            |           | |
| Vesna Đukić      | -57kg (v)  | 9e        | 1ste ronde: V van JPN Matsumoto: yuko |
| Urška Žolnir     | -63kg (v)  | Goud      | 1ste ronde: W van GER Malzahn: ippon 2de ronde: W van ECU García: ippon kwartfinale: W van ISR Schlesinger: ippon halve finale: W van MGL Mönkhzayaa: ippon finale: W van CHN Xu: waza-ari |
| Raša Sraka       | -70kg (v)  | 7e        | 1ste ronde: vrij 2de ronde: W van ESP Blanco: ippon kwartfinale: V van KOR Hwang: ippon herkansingen: V van COL Alvear: ippon                                                              |
| Anamari Velenšek | -78kg (v)  | 17e       | 1ste ronde: V van POL Pogorzelec: koka |
| Lucija Polavder  | +78kg (v)  | 9e        | 1ste ronde: vrij 2de ronde: V van GBR Bryant: yuko |

### Kanovaren
| Olympiër               | Onderdeel    | Resultaat | Prestatie |
| Slalom                 | Slalom       | Slalom    | Slalom |
| ---------------------- | ------------ | --------- | --- |
| Benjamin Savšek        | C-1 (m)      | 8e        | kwalificatie: 2de run 1: 1ste in 90,83 run 2: 15de in 203,42 halve finale: 2de in 99,92 finale: 8ste in 219,95 |
| Luka Božič Sašo Taljat | C-2 (m)      | 8e        | kwalificatie: 6de run 1: 4de in 102,82 run 2: 4de in 101,08 halve finale: 8ste in 113,50                       |
| Peter Kauzer           | K-1 (m)      | 6e        | kwalificatie: 5de run 1: 9de in 90,98 run 2: 4de in 88,10 halve finale: 1ste in 96,02 finale: 6de in 101,01    |
|                        |              |           | |
| Eva Terčelj            | K-1 (v)      | 13e       | kwalificatie: 11de run 1: 7de in 107,17 run 2: 9de in 107,57 halve finale: 13de in 117,37                      |
| Vlakwater              |              |           | |
| Špela Ponomarenko      | K-1 200m (v) | 10e       | serie 4: 4de in 42,884 halve finale 1: 5de in 42,209 finale B: 2de in 44,953                                   |
| Špela Ponomarenko      | K-1 500m (v) | 12e       | serie 4: 5de in 2.01,520 halve finale 3: 5de in 1.53,341 finale B: 4de in 1.53,718                             |

### Roeien
| Olympiër            | Onderdeel       | Resultaat | Prestatie                                                                      |
| ------------------- | --------------- | --------- | ------------------------------------------------------------------------------ |
| Iztok Čop Luka Špik | dubbel-twee (m) | Brons     | serie 1: 2de in 6.17,78 halve finale 2: 1ste in 6.19,97 finale: 3de in 6.34,35 |

### Schietsport
| Olympiër        | Onderdeel                  | Resultaat | Prestatie                                                                           |
| --------------- | -------------------------- | --------- | ----------------------------------------------------------------------------------- |
| Rajmond Debevec | 50m geweer 3 houdingen (m) | 27e       | kwalificatie: 27ste met 1161 punten (395-378-388)                                   |
| Rajmond Debevec | 50m geweer liggend (m)     | Brons     | kwalificatie: 3de met 596 punten (100-99-99-100-99-99) finale: 3de met 701,0 punten |
| Boštjan Maček   | trap (m)                   | 7e        | kwalificatie: 7de met 121 punten (24-23-25-24-24)                                   |
|                 |                            |           |                                                                                     |
| Živa Dvoršak    | 10m luchtgeweer (v)        | 11e       | kwalificatie: 11de met 396 punten (98-100-99-99)                                    |
| Živa Dvoršak    | 50m geweer 3 houdingen (v) | 36e       | kwalificatie: 36ste met 574 punten (196-189-189)                                    |

### Taekwondo
| Olympiër       | Onderdeel | Resultaat | Prestatie |
| -------------- | --------- | --------- | --- |
| Ivan Trajkovič | +80kg (m) | 11e       | voorronde: V van KOR Cha: 4-9 |
|                |           |           | |
| Franka Anić    | -67kg (v) | 5e        | voorronde: W van KAZ Aitmukhambetova: 15-11 kwartfinale: W van CAN Sergerie: 10-5 halve finale: V van KOR Hwang: 0-7 bronzen finale: V van USA McPherson: 3-8 |
| Nuša Rajher    | +67kg (v) | 9e        | voorronde: W van KAZ Yergeshova: 17-16 kwartfinale: V van RUS Baryshnikova: 9-11                                                                              |

### Tafeltennis
| Olympiër    | Onderdeel     | Resultaat | Prestatie |
| ----------- | ------------- | --------- | --- |
| Bojan Tokič | enkelspel (m) | 17e       | voorronde: vrij 1ste ronde: vrij 2de ronde: W van ARG Liu: 4-3 (11-0, 7-11, 11-7, 11-6, 3-11, 9-11, 11-8) 3de ronde: V van SIN Gao: 0-4 (7-11, 7-11, 5-11, 12-14) |

### Tennis
| Olympiër                          | Onderdeel      | Resultaat | Prestatie |
| --------------------------------- | -------------- | --------- | --- |
| Blaž Kavčič                       | enkelspel (m)  | 17e       | 1ste ronde: W van IND Vardhan: 6-3, 6-2 2de ronde: V van ESP Ferrer: 2-6, 2-6                                      |
|                                   |                |           | |
| Polona Hercog                     | enkelspel (v)  | 33e       | 1ste ronde: V van ESP Martínez Sánchez: 2-6, 4-6                                                                   |
| Andreja Klepač Katarina Srebotnik | dubbelspel (v) | 9e        | 1ste ronde: W van GEO Tsjachnasjvili/Tatishvili: 7-6(0), 3-6, 6-2 2de ronde: V van ITA Errani/Vinci: 5-7, 6-4, 4-6 |

### Triatlon
| Olympiër     | Onderdeel | Resultaat | Prestatie |
| ------------ | --------- | --------- | --------- |
| Mateja Šimic | vrouwen   | 37e       | 2:05.35   |

### Wielersport
| Olympiër        | Onderdeel        | Resultaat    | Prestatie    |
| Mountainbike    | Mountainbike     | Mountainbike | Mountainbike |
| --------------- | ---------------- | ------------ | ------------ |
| Blaža Klemenčič | vrouwen          | 23e          | 1:39.42      |
| Tanja Žakelj    | vrouwen          | 10e          | 1:34.41      |
| Weg             |                  |              |              |
| Janez Brajkovič | tijdrit (m)      | 10e          | 54.09,72     |
| Grega Bole      | wegwedstrijd (m) | 79e          | 5:46.37      |
| Borut Božič     | wegwedstrijd (m) | 46e          | 5:46.37      |
| Janez Brajkovič | wegwedstrijd (m) | 21e          | 5:46.05      |
|                 |                  |              |              |
| Polona Batagelj | wegwedstrijd (v) | 22e          | 3:35.56      |

### Zeilen
| Olympiër             | Onderdeel | Resultaat | Prestatie                                    |
| -------------------- | --------- | --------- | -------------------------------------------- |
| Karlo Hmeljak        | laser (m) | 31e       | 253 punten: (23-30-18-33-35-31-DNF-25-27-32) |
| Vasilij Žbogar       | finn (m)  | 6e        | 63 punten: (8-6-5-3-8-5-9-6-2-6-14)          |
|                      |           |           |                                              |
| Teja Černe Tina Mrak | 470 (m)   | 18e       | 127 punten: (12-9-12-15-17-17-17-14-16-16)   |

### Zwemmen
| Olympiër                                                             | Onderdeel             | Resultaat | Prestatie                                              |
| -------------------------------------------------------------------- | --------------------- | --------- | ------------------------------------------------------ |
| Damir Dugonjič                                                       | 100m schoolslag (m)   | 18e       | serie 5: 7de in 1.00,77                                |
| Peter Mankoč                                                         | 100m vlinderslag (m)  | 19e       | serie 3: 3de in 52,44                                  |
| Robert Žbogar                                                        | 200m vlinderslag (m)  | 24e       | serie 3: 8ste in 1.58,99                               |
|                                                                      |                       |           |                                                        |
| Nastja Govejšek                                                      | 100m vrije slag (v)   | 28e       | serie 3: 3de in 56,21                                  |
| Sara Isaković                                                        | 200m vrije slag (v)   | 14e       | serie 5: 6de in 1.58,96 halve finale 1: 7de in 1.58,47 |
| Mojca Sagmeister                                                     | 400m vrije slag (v)   | 32e       | serie 1: 1ste in 4.21,55                               |
| Tjaša Oder                                                           | 800m vrije slag (v)   | 25e       | serie 2: 3de in 8.41,82                                |
| Anja Čarman                                                          | 100m rugslag (v)      | 34e       | serie 2: 4de in 1.02,68                                |
| Anja Čarman                                                          | 100m rugslag (v)      | 25e       | serie 2: 4de in 2.13,01                                |
| Tjaša Vozel                                                          | 100m schoolslag (v)   | 30e       | serie 2: 1ste in 1.09,63                               |
| Tanja Šmid                                                           | 200m schoolslag (v)   | 33e       | serie 2: 7de in 2.32,19                                |
| Sara Isaković                                                        | 100m vlinderslag (v)  | 31e       | serie 2: 3de in 59,86                                  |
| Anja Klinar                                                          | 200m vlinderslag (v)  | 11e       | serie 4: 5de in 2.09,24 halve finale 1: 5de in 2.07,84 |
| Anja Klinar                                                          | 400m wisselslag (v)   | 10e       | serie 5: 4de in 4.38,20                                |
| Urša Bežan Nastja Govejšek Sara Isaković Tjaša Oder Mojca Sagmeister | 4x200m vrije slag (v) | 14e       | serie 2: 7de in 8.04,69                                |